# Titanic (film 1953)
Titanic è un film drammatico del 1953, diretto da Jean Negulesco. Il film non è diverso dagli altri lungometraggi con lo stesso titolo: la sua trama, infatti, è basata sul viaggio inaugurale della RMS Titanic, avvenuto nell'aprile 1912.
I passeggeri del Titanic e l'equipaggio che appaiono nel film sono basati su figure realmente esistite, come: colonnello John Jacob Astor IV, Madeleine Astor, Isidor Straus e Ida Straus, il comandante Edward J. Smith, il secondo ufficiale Charles Lightoller e Benjamin Guggenheim. Thelma Ritter interpreta la figura di Maude Young, un personaggio molto simile a Molly Brown.
Alcuni set, come la sala da pranzo, le cabine, la grande scalinata, il salotto, il ponte di passeggiata e il ponte principale furono riutilizzati per il film Traversata pericolosa, mentre il modello del Titanic, modificato, venne riutilizzato per il suddetto film e per alcuni altri, come Gli uomini preferiscono le bionde, Assassinio premeditato e Il Golia attende. Oggi il modello, ripristinato all'apparenza originale, è esposto al Marine Museum di Fall River.

## Trama
Richard Ward Sturges e Julia Sturges, una coppia in crisi familiare, compiono insieme un viaggio sul RMS Titanic; Julia è fortemente determinata a portare via i figli (la diciassettenne Annette e Norman, di dieci anni) dall'"alta società" appartenente al mondo del marito e quindi, segretamente, li porta con sé sulla nave, intenzionata a trasferirli a Mackinac, nel Michigan. Dopo aver capito i piani della moglie, Richard acquista all'ultimo momento un biglietto di terza classe e s'imbarca, sperando di riconciliarsi con la famiglia; i due però hanno un animato confronto sulla custodia dei figli.
Quando Julia capisce che Annette è matura abbastanza per prendere le sue decisioni e quindi di farsi la sua strada nel mondo, si rende conto che Norman è ancora un ragazzino ed insiste per mantenerne la custodia. Questo fa infuriare Richard il quale, prima della cena al tavolo del comandante, affronta aggressivamente Julia. Lei quindi gli rivela che biologicamente Norman non è suo figlio ma il risultato di una notte d'amore con un altro, dopo che lei aveva abbandonato un party dove Richard l'aveva umiliata. Egli acconsente di rinunciare alla custodia di Norman (ma promette di prendersi cura delle finanze della moglie e del figlio), diventando da ora freddo e distante con Norman, fino allo scontro con l'iceberg.
Richard e Julia hanno una struggente riconciliazione sul ponte della nave, nel momento in cui egli mette Julia ed i figli sulla lancia di salvataggio. Norman, preoccupato di dove è il padre, abbandona il suo posto sulla lancia per andare a cercarlo; i due si ritrovano, rimanendo insieme fino alla fine. Richard dice ad uno steward di passaggio che Norman è suo figlio e poi, rivolgendosi a Norman, gli dice che è orgoglioso di lui, che lo è stato ogni giorno della sua vita e che si sente forte come una montagna quando lo ha accanto. Poi i due si aggiungono al resto dei passeggeri e, in coro, cantano l'inno "Nearer, my God, to Thee" prima che la nave esploda diverse volte, si alzi in alto e poi inabissarsi. Inoltre, a bordo vi è un ventenne studente di Purdue e giocatore di tennis, Gifford Rogers, innamorato di Annette che riesce a far smettere di bere padre George S. Healey.

## Produzione
Il film fu prodotto con il titolo di lavorazione Nearer My God to Thee (Più vicino a te, mio Dio).

## Accoglienza

### Incassi
Il film uscì il 14 aprile 1953 e fu un grande successo che toccò e terrorizzò gli spettatori dell'epoca. Inoltre aiutò a produrre un nuovo interesse sul naufragio del Titanic, e riuscì ad incrementare il fenomeno letterario del 1955, il libro Titanic: la vera storia di Walter Lord.

### Critica
Il film è stato accolto con critiche perlopiù positive.
Secondo il sito web aggregatore di recensioni Rotten Tomatoes, il film ha una valutazione "fresca" del 91%, basata su 10 recensioni.
Variety ha rivisto il film affermando positivamente, "ma quando i primi 45 o 50 minuti sono fuori mano, il disastro imminente inizia a prendere una presa salda sull'immaginazione e costruisce un'aspettativa convincente".
Pauline Kael non è rimasta colpita dagli effetti speciali del film. Ha scritto: "l'affondamento vero e proprio sembra una tragedia nautica sullo stagno di Central Park".

## Inesattezze storiche
È generalmente considerato dagli storici che il film contenga abbondanti imprecisioni storiche. Ad esempio, il viaggio inaugurale non era esaurito, ma in realtà poco più della metà prenotato, come dimostrano i registri della White Star Line del 1912. Linda Koldau scrive: "Gli esperti del Titanic sottolineano giustamente che la scena di Cherbourg è una sciocchezza storica, poiché sul Titanic c'era tutt'altro che esaurito e un passeggero in più avrebbe potuto facilmente acquistare un biglietto di prima classe... Eppure, se si accetta che l'accuratezza storica non è il punto qui, poiché la storia non è affatto quella del Titanic, è uno script perfettamente funzionante".
Altre inesattezze riguardano le sequenze dell'affondamento: nessuna sirena d'allarme risuonava dal Titanic dopo l'impatto e non vi sono testimonianze che le caldaie della nave abbiano subito esplosioni. Inoltre si vede il Titanic inabissarsi intatto, senza rompersi in due (come sarebbe stato poi mostrato in alcuni film successivi). Questa imprecisione è comunque più perdonabile delle altre dal momento che all'epoca non erano state ancora compiute visite al relitto della nave (la prima avvenne soltanto nel 1985) e non era quindi una certezza il racconto di alcuni superstiti che testimoniarono che la nave si spezzò in due (tutti gli ufficiali sopravvissuti ad esempio affermarono che la nave affondò intatta).
Alcuni critici puntarono il dito anche contro l'ultima sequenza con tutti i passeggeri e l'equipaggio rimasto a bordo intenti a cantare l'inno Nearer my God to thee in attesa della morte, etichettando come poco veritiera l'immagine di un migliaio di persone che restano inermi di fronte all'affondamento senza cercare minimamente la salvezza. 
Inoltre, il RMS Carpathia era arrivato nella zona del disastro intorno alle 4:10 e aveva iniziato a raccogliere i sopravvissuti prima dell'alba. Il salvataggio è durato diverse ore.

## Riconoscimenti
- 1954 - Premio Oscar
  - Miglior soggetto e sceneggiatura a Charles Brackett, Walter Reisch e Richard Breen
  - Candidatura come migliore scenografia a Lyle R. Wheeler, Maurice Ransford e Stuart A. Reiss
- 1954 - Directors Guild of America Award
  - Candidatura come miglior regista a Jean Negulesco